# Брухт

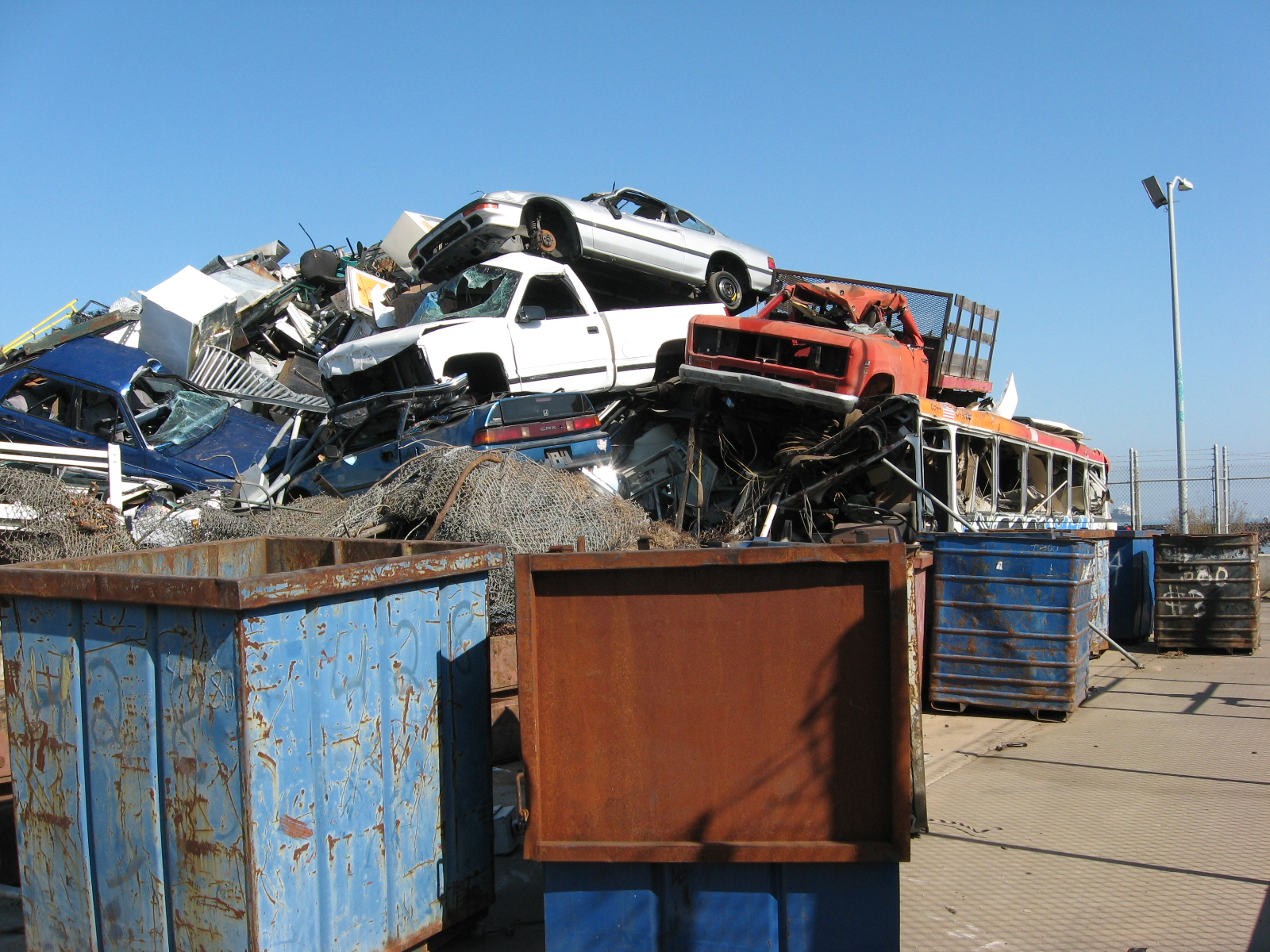

Брухт (часто також — металобрухт) — непридатні для прямого використання вироби або частини виробів, які втратили експлуатаційну цінність і містять чорні або кольорові метали чи їхні сплави, а також металеві вироби з непоправним браком, залишки від виробництва та обробітку чорних і кольорових металів та їхніх сплавів.
Слово є запозиченим з німецької мови (нім. Bruch — «полом, злам, тріщина, перелом, дріб» пов'язане з дієсловом brechen — «ламати»).

## Брухт в Україні
У 2000 році в Україні було заготовлено 11,081 млн т брухту, з якого 5,188 млн т експортували. У 2010 році було заготовлено 6,896 млн т, за кордон було продано трохи більше 665 тис. т.
Процес накопичення домішок легкоплавких кольорових металів (міді, свинцю, цинку, олова, стибій, бісмуту) у металічному брухті спостерігається у всіх країнах. Це пов'язано із неперервним надходженням забруднених відходів й недостатньо повному їх розділенню в процесі переробки брухту.
Джерелами забруднення є також чавун й ферозплави, оскільки руди, які використовуються для їх виробництва, зазвичай містять відповідні елементи. Чавун може містити значну кількість стибію, олова, свинцю і цинку. Зазвичай, олово та арсен є супутніми елементами у вольфрамовій руді, металічний марганець у значній мірі забруднений оловом, а феромолібден і феротитан — міддю (~2,5-4 %). Технічний закис нікелю і вторинний алюміній забруднені міддю, свинцем, стибієм, арсеном й іншими легкоплавкими елементами.

## Безпека
Виробництво трубопровідних систем з нечистої сталі, яка містить канцерогенні включення (наприклад, свинець), складає небезпеку для здоров'я та життя масового споживача.
Наприклад, у воді з римських акведуків у надлишковій кількості містився свинець, оскільки частина труб, по яким йшла вода, були свинцевими. Постійне вживання такої води призводило до того, що канцерогенний свинець накопичувався у організмі й провокував розвиток ракових захворювань. Як наслідок — тривалість життя римлян не перевищувала 25 років.

## Розчинність кольорових металів у залізі
Хімічний аналіз різних видів брухту — тривалий та працеємкий процес, який вимагає великих витрат. Тому становлять інтерес методи, які дозволяють очистити метал від шкідливих домішок. При попередньому нагріванні брухту приблизно до 1100 °C у слабоокиснювальному середовищі згорають органічні включення і покриття, плавляться свинець, цинк, алюміній і мідь. Це дозволяє підвищити якість брухту й утилізувати ряд залишкових елементів.
Розчинність свинцю у залізі та його сплавах при 1550 °C становить 0,26-0,31 %. З підвищенням температури його розчинність зростає: при 1600 °C до 0,45 %, при 1650 °C до 0,60 % й при 1700 °C до 0,90 %. Нікель, сірка, марганець та мідь підвищують розчинність свинцю у сталі, а фосфор, вуглець, хром, кремній. молібден та алюміній понижують її.
Свинець розташовується у міждендритних областях й зазвичай присутній у вигляді дрібних відокремлених включень розміром до 1-2 мкм. З ростом температури коефіцієнт дифузії свинцю зростає й при 1450 °C він дорівнює {\displaystyle 2,7\cdot 10^{-7}} см²/с. Однак із збільшенням тривалості відпалу коефіцієнт дифузії зменшується, що пояснюється ростом зерен у процесі витримки й зменшенням масопереносу свинцю до їх меж.
Олово розчинне у рідкому залізі до 51 %. У системі залізо-олово можуть утворюватися сполуки {\displaystyle \mathrm {FeSn_{2}} } (~80 % Sn), {\displaystyle \mathrm {FeSn} } (68 % Sn) та {\displaystyle \mathrm {Fe_{2}Sn} } (~52 % Sn). Методами рентгеноструктурного аналізу встановлено, що розчинність олова у {\displaystyle \mathrm {\alpha -Fe} } за 900 °C складає 18,8 %, а за 680 °C зменшується до 9,8 %. З підвищенням вмісту олова у залізі стала кубічної ґратки {\displaystyle \mathrm {\alpha -Fe} } зростає до 0,2861 нм для вихідного заліза до 0,2925 нм для сплаву, який містить 18,8 % Sn.
Стибій необмежено розчинна у рідкому залізі й обмежено у твердому. Розчинність стибію у {\displaystyle \mathrm {\alpha -Fe} } при кімнатній температурі становить 5-6 %. Із підвищенням температури до 950 °C вона зростає до 12 %, а за 1150 °C становить 35 %. Стибій утворює із залізом хемічні сполуки {\displaystyle \mathrm {Fe_{3}Sb_{2}} } (~59 % Sb) та {\displaystyle \mathrm {FeSb_{2}} } (~81 % Sb). Стала кубічної ґратки α-твердого розчину із підвищенням концентрації стибію збільшується від 0,2877 нм при 1,27 % Sb до 0,2886 нм при 3,48 % Sb.
Розчинність арсену у рідкому залізі становить 56,9 % й до 5 % у {\displaystyle \mathrm {\alpha -Fe} } за кімнатної температури.
За даними різних дослідників, вміст арсену у насиченому γ-твердому розчині коливається від 1,75 до 3,5-4 %. При цьому максимальна розчинність кольорових металів ({\displaystyle \mathrm {Sb,Sn,As} }) на межі зерен складає відповідно 5,0, 8,9, 8,2 %.
Залізо та бісмут нерозчинні одне в одному ні у рідкому, ні у твердому станах.
Відкритим питанням розчинення компонентів брухту є застосування радіаційного опромінення.

## Вплив домішок
Домішки кольорових металів ({\displaystyle \mathrm {Sb,Sn,As,Pb,Bi} }), які мають меншу розчинність у твердому залізі, ніж у рідкому, характеризуються значною здатністю до ліквації у процесі кристалізації металу. Крім того, вони мають низькі температури плавлення, внаслідок чого основна кількість присутніх у сталі домішок кольорових металів знаходиться у міждендритних областях, по межам зерен у вигляді самостійної фази. Можливе виділення на поверхні неметалічних включень, зокрема сульфідів. Враховуючи здатність цих елементів виділятися у самостійну фазу, можна зробити висновок, що навіть незначна кількість їх у сталі підвищує небезпеку виникнення у локальному об'ємі тріщин, що знижує експлуатаційну надійність виробів.
Окрихнювальна дія домішок кольорових металів буде посилюватися у легованих сталях. Наприклад, негативний вплив стибію та олова різко зростає у присутності третіх елементів (марганцю, хрому, міді). Ці елементи знижують розчинність олова й сурми у фериті, посилюючи тим самим збагачення ними межі зерен.
У низьколегованій сталі найбільший вплив на пониження в'язкості (особливо небезпечне у хромових й хромонікелевих сталях) надають такі домішки, як фосфор, арсен та олово. Присутність у сталі молібдену знижує здатність до окрихнювання. Тим не менш, підвищення концентрації арсену від 0,019 до 0,25 % навіть у хромонікелевій сталі, яка містить 0,5 % Мо, після загартовування й високого відпуску призводить до підвищення критичної температури крихкості на 40 °C.
Результати досліджень А. П. Гуляєва показали, що ріст порогу холоднокрихкості в залежності від збільшення на 0,01 % кількості забруднюючих метал кольорових домішок складає для олова 30 °C, цинку 7 °C, бісмуту 25 °C, стибію 20 °C. Присутність нікелю й хрому збільшує окрихнювальний вплив олова.
Домішки кольорових металів мають більший вплив на схильність сталей до відпускної крихкості. Відпускної крихкості зазнають перш за все леговані сталі, які містять незначні кількості фосфору, миш'яку, сурми, олова й інших домішок.

## Класифікація брухту[джерело?]
1. Габаритний сталевий брухт
2. Негабаритний сталевий брухт
  1. Брухт для подальшого перероблення
  2. Залізничний брухт
  3. Брухт для пресування, брухт під різання
  4. Судновий брухт
  5. Мішаний брухт
  6. Сталеві кодоли і дріт
  7. Сталева стружка
3. Чавунний брухт
  1. Габаритний чавунний брухт
  2. Негабаритний чавунний брухт
  3. Брикети з чавунної стружки
  4. Чавунна стружка
4. Доменний присад
  1. Габаритний доменний присад
  2. Негабаритний доменний присад
5. Циндра вальцьованого й ковальського виробництва
6. Зварювальна жужель
7. Однорідний брухт із відомим хімічним складом

## Збір брухту
Господарська діяльність фізичних або юридичних осіб, пов'язана з нагромадженням, переміщенням брухту від місця його утворення або перебування до місця тимчасового зберігання чи заготівлі (Збирання брухту) в Україні контролюється законодавством. Збір та переробка брухту металів в Україні є ліцензованою діяльністю. Для здійснення операцій з чорними, кольоровими та дорогоцінними металами видаються окремі ліцензії. Незаконне зирання брухту карається адміністративною відповідальністю згідно статті 164-10 Кодексу України про адміністративні правопорушення.

## Виноски
1. ↑  Металобрухт // Словник української мови : в 11 т. — Київ : Наукова думка, 1970—1980.
2. ↑  Етимологічний словник української мови : в 7 т. / редкол.: О. С. Мельничук (гол. ред.) та ін. — К. : Наукова думка, 1982. — Т. 1 : А — Г / Ін-т мовознавства ім. О. О. Потебні АН УРСР ; укл.: Р. В. Болдирєв та ін. — 632 с.
3. ↑   Мазур В. Л. Металлургия Украины — период двадцатилетнего независимого развития. / Металлургическая и горнорудная промышленность. — № 1, 2012. — С. 5. (рос.)
4. ↑  P.Charlier F.Bou Abdallah R.Bruneau - Did the Romans die of antimony poisoning? The case of a Pompeii water pipe (79 CE), Toxicology Letters Volume 281, 5 November 2017, Pages 184-186.
5. ↑  Физико-математическое и технологическое образование: проблемы и перспективы развития: материалы IV Международной начно-методической конференции / Отв.ред. С.В.Лозовенко. ↑.
6. ↑  Солнцев Ю.П., Ермаков Б.С., Слепцов О.И. - Материалы для низких и криогенных температур: Энциклопедический справочник.
7. ↑  Наказ «Про затвердження Ліцензійних умов провадження господарської діяльності із заготівлі, переробки, металургійної переробки брухту кольорових і чорних металів» від 31.10.2011 № 183
8. ↑  Кодекс України «Кодекс України про адміністративні правопорушення (статті 1 - 212-24)» від 07.12.1984 № 8073-X